# 勞馬宣言
勞馬宣言是世界語運動中的歷史性文件。該宣言於1980年在芬蘭勞馬的國際世界語青年大會上通過，为勞馬主義的奠基性文件。

## 歷史
勞馬宣言是在1980年芬蘭勞馬的第36屆國際世界語青年大會上起草及通過。該宣言批評了世界語運動中的傳統目標，以及將世界語社群定義爲在自由集結原則下所誕生的“無國際的離散語言少數社群”。
勞馬宣言是勞馬主義的奠基性文件。該文件同時亦被世界語公民社群的成員用於描述他們的理念。雖然部分勞馬主義者認爲這個機構本身就違背勞馬宣言的精神。

## 勞馬宣言全文
該宣言因芬蘭城市勞馬得名。在該城市於1980年6月25日至8月1日召開的第36屆國際世界語青年大會中曾進行關於該宣言討論。當時的主題是“80年代的世界語：目標和方法”。
該宣言並不是全世界世界語者青年組織的官方意見，但是表達了其下所屬部分支持該宣言的團體和個人的想法。
該宣言原件由芬蘭世界語者青年組織保管。

### 1. 身份認同危機
我們認爲， 目前世界語社群面臨着行爲上的矛盾，就正如本我和超我之間的矛盾：我們的超我正在驅使我們散播以下的迷思 ——全世界人民的第二語言，英語是我們的敵人，聯合國應該採用世界語，等等—— 以及在交談當中對這門語言的讚揚已經近乎失去客觀性；與此同時，我們熱愛並使用世界語， 是基於世界語這門語言本身，而非前代設立的口號。這固然是我們的身份認同危機，因此我們能夠感受到需求，去加強我們的世界語者身份。

### 2. 前代目標的批判
- 80年代期間， 世界語能夠官方化的可能性很低，同時亦沒有必要。我們應該由另外的目標；
- 世界語者無需關心，或無需致力於英語的衰落；英語僅作爲一門輔助語言，就正如以前的法語（甚至比法語當時的重要性還要低）；柴門霍夫從來沒有提議開展以對抗法語爲目標的運動，因爲他認爲， 世界語有另外更具價值的目標。

### 3. 我們的目標
我們傳播世界語之目的是，越來越多，一點一點地實現世界語的價值：
- 輔助語言教學；
- 普羅大衆的交流；
- 無歧視的交流；
- 一種新型的國際文化。

關於最後一點價值，我們強調，在我們尋求自身認同的這個過程，使我們認識到，世界語者身份，是類似對一門自我選擇的，離散的少數語言社群的認同。去加強我們的影響力，需要我們，以及所有未來的新成員，認識到以上價值。

### 4. 以大會作爲我們的增長道路
對於吸納更多人成爲我們的一部分， 國際世界語大會和見面會十分有必要。一方面， 根據斯特拉斯堡世界語者青年組織（1980年6月）的模式， 有必要在我們當中更多開展大會，以及保留由不同會議中產生的監督機構所召開的其他會議。另一面，根據弗雷內教師的模式，有必有加強世界語在國際專家會議的工作語言地位。

### 5
我們相信，世界語在過去的一個世紀中，已經證明了這門語言有能力表達一切；在80年代中期，面臨世界語正將踏入第二個世紀，我們需要向世界展示，我們有能力說一種文化上有其原創性，國際上有其價值性的語言。